# 多疣偏蒴蘚
多疣偏蒴蘚（学名：Ectropothecium monumentorum）为灰蘚科偏蒴蘚屬下的一个种。

## 扩展阅读
- 維基物種上的相關：多疣偏蒴蘚